# Riedwihr
Riedwihr là một xã ở tỉnh Haut-Rhin trong vùng Grand Est ở đông bắc Pháp. Xã này có diện tích 3,04 km², dân số năm 1999 là 384 người. Khu vực này có độ cao 181 mét trên mực nước biển.